# Chuck Deardorf
Chuck Deardorf (* 3. April 1954; † 9. Oktober 2022) war ein US-amerikanischer Jazzmusiker (Kontrabass, Bassgitarre) und Hochschullehrer.

## Leben
Deardorf begann in der fünften Klasse Posaune zu spielen, bevor er im Alter von 15 Jahren zum Bass wechselte. Nach seinem Abschluss am Evergreen State College arbeitete er in lokalen Jazzclubs – insbesondere Parnell's und Dimitrou's Jazz Alley – und begleitete gastierende Künstler wie Zoot Sims, Monty Alexander und Kenny Barron. Seitdem gehörte er der Musikszene von Seattle an und trat fortan vorwiegend im Nordwesten der USA auf. Im Laufe seiner Karriere begleitete er gastierende Musiker wie Chet Baker, Kenny Burrell, George Cables, Larry Coryell, Art Farmer, Mel Lewis, Howard Roberts, Jimmy Rowles, Bucky Pizzarelli und Vokalisten wie Joe Williams, Abbey Lincoln, Jay Clayton, Kurt Elling oder Ernestine Anderson.
2011 erschien bei Origin Records Deardorfs Plattendebüt Transparence, das er mit Bruce Forman (Gitarre), Hans Teuber und Richard Cole (Saxophon), Mark Ivester und Gary Hobbs (Schlagzeug) sowie den Pianisten Jovino Santos Neto und Bill Mays einspielte. 2019 folgte beim selben Label Perception. Im Bereich des Jazz war er laut Tom Lord zwischen 1977 und 2018 an 77 Aufnahmesessions beteiligt, etwa mit Don Lanphere oder Bud Shank, zuletzt mit dem Pianisten Randy Halberstadt (Open Heart).
Deardorf war Professor am Cornish College of the Arts in Seattle, wo er zeitweilig die Jazz-Abteilung leitete. Er trat regelmäßig mit dem brasilianischen Komponisten und Pianisten Jovino Santos Neto und der Deardorf Peterson Group auf. Deardorf war mit der Sängerin und Autorin Kelly Harland verheiratet.
Deardorf hatte eine erbliche Nierenerkrankung. Um einer Dialyse zu entgehen, spendete ihm sein Bruder 2011 eine Niere. Bedingt durch die verminderte Fähigkeit, das Virus abzuwehren, starb er im Alter von 68 Jahren an den Folgen einer COVID-19-Infektion.